# Hľadá sa Supermodelka
Hľadá sa Supermodelka (tiếng Anh: Finding a Supermodel) là một chương trình thực tế cho thấy các thí sinh cạnh tranh với nhau trong một loạt các thử thách. Siêu mẫu hàng đầu của Séc Simona Krainova là host của mùa này.
Mùa đầu tiên giành chiến thắng bởi Ivana Honzová, 16 tuổi từ Piestany. Cô giành được một hợp đồng người mẫu với Elite Model Management ở Prague & Bratislava trong 2 năm và giải thưởng tiền mặt trị giá 1.000.000Kč.

## Các mùa
| Mùa | Phát sóng           | Quán quân     | Á quân             | Các thí sinh theo thứ tự bị loại | Tổng số thí sinh | Điểm đến quốc tế    |
| --- | ------------------- | ------------- | ------------------ | --- | ---------------- | ------------------- |
| 1   | 12 tháng 1 năm 2007 | Ivana Honzová | Regína Rusznyáková | Marcela Rúčková (bỏ cuộc), Margaréta Mudríková, Romana Tabaková (bỏ cuộc), Petronela Pribilová, Lenka Kramolišová, Linda Ilavská, Katarína Jančula, Soňa Hosová, Natália Antušová, Zuzana Lepáčková, Erika Kováčová, Zdenka Pavlíková | 14               | Prague Paris Vienna |

## Thí sinh
(Tuổi tính từ ngày dự thi)
| Thí sinh            | Tuổi | Chiều cao               | Quê quán          | Bị loại ở | Hạng         |
| ------------------- | ---- | ----------------------- | ----------------- | --------- | ------------ |
| Marcela Rúčková     | 18   |                         | Žilina            | Tập 1     | 14 (bỏ cuộc) |
| Margaréta Mudríková | 15   | 179 cm (5 ft 10+1⁄2 in) | Turzovka          | Tập 2     | 13           |
| Romana Tabaková     | 15   | 174 cm (5 ft 8+1⁄2 in)  | Bratislava        | Tập 3     | 12 (bỏ cuộc) |
| Petronela Pribilová | 17   | 171 cm (5 ft 7+1⁄2 in)  | Bratislava        | Tập 4     | 11           |
| Lenka Kramolišová   | 17   | 171 cm (5 ft 7+1⁄2 in)  | Hlohovec          | Tập 5     | 10           |
| Linda Ilavska       | 21   | 181 cm (5 ft 11+1⁄2 in) | Liptovský Mikuláš | Tập 6     | 9            |
| Katarína Jančula    | 28   | 175 cm (5 ft 9 in)      | Bratislava        | Tập 7     | 8            |
| Soňa Hosová         | 15   | 173 cm (5 ft 8 in)      | Poprad            | Tập 8     | 7            |
| Natália Antušová    | 15   | 179 cm (5 ft 10+1⁄2 in) | Vranov nad Topľou | Tập 9     | 6            |
| Zuzana Lepáčková    | 17   | 177 cm (5 ft 9+1⁄2 in)  | Trstená           | Tập 10    | 5            |
| Erika Kováčová      | 15   | 173 cm (5 ft 8 in)      | Veľký Krtíš       | Tập 11    | 4            |
| Zdenka Pavlíková    | 16   | 175 cm (5 ft 9 in)      | Osuské            | Tập 12    | 3            |
| Regína Rusznyáková  | 16   | 171 cm (5 ft 7+1⁄2 in)  | Veľká Čalomija    | Tập 12    | 2            |
| Ivana Honzová       | 16   | 181 cm (5 ft 11+1⁄2 in) | Piešťany          | Tập 12    | 1            |

## Kết quả
| 1  | Ivana     | AT   | AT   | AT   | AT   | AT   | AT   | AT   | AT   | AT   | AT   | AT   | THẮNG |  |  |  |  |  |  |  |
| 2  | Regína    | AT   | AT   | AT   | AT   | AT   | AT   | AT   | AT   | MIỄN | AT   | AT   | LOẠI  |  |  |  |  |  |  |  |
| 3  | Zdenka    | AT   | AT   | AT   | AT   | AT   | AT   | AT   | AT   | THẤP | THẤP | THẤP | LOẠI  |  |  |  |  |  |  |  |
| 4  | Erika     | AT   | AT   | THẤP | THẤP | AT   | THẤP | AT   | AT   | MIỄN | AT   | LOẠI |       |  |  |  |  |  |  |  |
| 5  | Zuzana    | AT   | AT   | AT   | AT   | AT   | THẤP | AT   | THẤP | MIỄN | LOẠI |      |       |  |  |  |  |  |  |  |
| 6  | Natália   | AT   | AT   | AT   | AT   | AT   | AT   | AT   | THẤP | LOẠI |      |      |       |  |  |  |  |  |  |  |
| 7  | Soňa      | AT   | AT   | AT   | AT   | AT   | AT   | THẤP | LOẠI |      |      |      |       |  |  |  |  |  |  |  |
| 8  | Katarína  | AT   | AT   | AT   | AT   | AT   | AT   | LOẠI |      |      |      |      |       |  |  |  |  |  |  |  |
| 9  | Linda     | AT   | AT   | AT   | AT   | AT   | LOẠI |      |      |      |      |      |       |  |  |  |  |  |  |  |
| 10 | Lenka     | AT   | AT   | AT   | AT   | LOẠI |      |      |      |      |      |      |       |  |  |  |  |  |  |  |
| 11 | Petronela | LOẠI | THẤP | AT   | LOẠI |      |      |      |      |      |      |      |       |  |  |  |  |  |  |  |
| 12 | Romana    | AT   | AT   | BỎ   |      |      |      |      |      |      |      |      |       |  |  |  |  |  |  |  |
| 13 | Margaréta | AT   | LOẠI |      |      |      |      |      |      |      |      |      |       |  |  |  |  |  |  |  |
| 14 | Marcela   | BỎ   |      |      |      |      |      |      |      |      |      |      |       |  |  |  |  |  |  |  |

     Thí sinh được miễn loại
     Thí sinh rơi vào vị trí cuối bảng
     Thí sinh bị loại
     Thí sinh dừng cuộc thi
     Thí sinh chiến thắng cuộc thi

### Buổi chụp hình
- Tập 1: Ảnh chân dung tự nhiên (casting)
- Tập 2: Diện mạo mới
- Tập 3: Phong cách mùa đông bên trong hình khối
- Tập 4: Thảm họa của phẫu thuật thẩm mỹ
- Tập 5: Thời trang mùa đông trên bạt lò xo
- Tập 6: Ảnh chân dung vẻ đẹp với trang sức và loài bò sát; Mối tình vụng trộm với người mẫu nam
- Tập 7: Tạo dáng dưới nước
- Tập 9: Tạo dáng trong thiết kế của Fero Mikloško
- Tập 10: Haute Couture ở Paris
- Tập 11: Thời trang thập niên 1980 trong bếp; Nữ cao bồi trên bò tót điện
- Tập 12: Cô gái cổ điển, ca sĩ nhạc rock & phụ tá của James Bond